# Zachód Przewodników
Zachód Przewodników – zachód na zachodnich stokach Szatana w Grani Baszt w słowackich Tatrach Wysokich. Znajduje się w Dolinie Młynickiej powyżej  najniższej części ścian Szatana o wysokości około 50 m. Zachód jest prawie poziomy, szeroki, trawiasty, miejscami płytowy i tylko w dwóch miejscach przejście nim wymaga użycia rąk. Przecina go lewa depresja, rozdwojone żebro północnego wierzchołka i płytowy kociołek środkowej depresji. Za nią zupełnie poziomy odcinek zachodu przecina żebro południowego wierzchołka i dochodzi do kociołka prawej depresji.
Nazwę tej formacji skalnej utworzył Władysław Cywiński w 15 tomie przewodnika wspinaczkowego. Prowadzi nią kilka dróg wspinaczkowych.